# نورمحمد تره‌کی
نورمحمد تَرَه‌کِی (۱۴ ژوئیه ۱۹۱۷ – ۸ اکتبر ۱۹۷۹)سیاستمدار، روزنامه‌نگار و نویسنده انقلابی افغان بود. او عضو مؤسس حزب دموکراتیک خلق و از سال‌های ۱۹۶۵ تا ۱۹۷۹ دبیرکل آن بود. وی پس از انقلاب ثور و تأسیس جمهوری دموکراتیک افغانستان، وی ریاست شورای وزیران را بر عهده داشت و از سال ۱۹۷۸ تا سال ۱۹۷۹ رئیس‌جمهور افغانستان بود.
تره‌کی در ولسوالی ناوه در خانواده از قبیله غلجایی، ولایت غزنی، متولد شد. او پس از فارغ‌التحصیلی از دانشگاه کابل، فعالیت‌های سیاسی خود را به عنوان یک روزنامه‌نگار آغاز کرد. تره‌کی در دهه چهل میلادی چندین رمان و داستان کوتاه در سبک واقع‌گرایی سوسیالیستی نوشت. او در کابل، به همراه ببرک کارمل، حزب دموکراتیک خلق را تأسیس کرد و در اولین کنگره آن، به عنوان دبیرکل انتخاب شد. او در انتخابات پارلمانی سال ۱۹۵۶ افغانستان شرکت کرد، اما نتوانست رأی بیاورد. او در سال ۱۹۶۶ روزنامه خلق، ارگان رسمی حزب دموکراتیک خلق که دربارهٔ مبارزه طبقاتی سخن می‌گفت، را تأسیس کرد. اما اندکی بعد انتشار این روزنامه توسط دولت ممنوع اعلام شد. او در سال ۱۹۷۸، به همراه حفیظ الله امین و ببرک کارمل، انقلاب ثور را رهبری کرد و جمهوری دموکراتیک افغانستان را تأسیس کرد.
دوران رهبری تره‌کی کوتاه مدت و با جنجال‌های بسیاری همراه بود. دولت بین دو جناح حزب دموکراتیک خلق تقسیم شد: خلقی‌ها (به رهبری تره‌کی)، بخش اکثریت، و پرچمی‌ها (به رهبری کارمل)، بخش اقلیت. تره‌کی به همراه شاگرد خود امین، تصفیه دولت و حزب از جناح رقیب را آغاز کرد که این کار منجر به تبعید چند تن از اعضای بلندپایه پرچمی (با انتصاب به خدمت در خارج از کشور به عنوان سفیر) شد. او پس از آن شروع به زندانی کردن پرچمی‌های داخلی کرد. رژیم او با تأکید بر ضرورت از بین رفتن مخالفین انقلاب ثور، با استناد به ضرورت ترور سرخ توسط بلشویک‌ها در روسیه شوروی، مخالفان را وحشیانه حبس و بر کشتار روستاییان نظارت کرد. رهبری دیکتاتورانه تره‌کی باعث آغاز نارضایتی‌ها و شورش‌های مردمی شد. با وجود تلاش‌های مکرر، تره‌کی نتوانست اتحاد جماهیر شوروی را برای مداخله در حمایت از نظام نوپایش متقاعد کند. امین بخش اعظم این مذاکرات را در پشت صحنه هدایت کرد.
و در کل یک وطن فروش و خاین ملی برای مردم افغانستان است و نماد از هم پاشی فرهنگی را میان مردم به وجود می‌آورد د وران رهبری تره‌کی کوتاه مدت و با جنجال‌های بسیاری همراه بود. دولت بین دو جناح حزب دموکراتیک خلق تقسیم شد: خلقی‌ها (به رهبری تره‌کی)، بخش اکثریت، و پرچمی‌ها (به رهبری کارمل)، بخش اقلیت. تره‌کی به همراه شاگرد خود امین، تصفیه دولت و حزب از جناح رقیب را آغاز کرد که این کار منجر به تبعید چند تن از اعضای بلندپایه پرچمی (با انتصاب به خدمت در خارج از کشور به عنوان سفیر) شد. او پس از آن شروع به زندانی کردن پرچمی‌های داخلی کرد. رژیم او با تأکید بر ضرورت از بین رفتن مخالفین انقلاب ثور، با استناد به ضرورت ترور سرخ توسط بلشویک‌ها در روسیه شوروی، مخالفان را وحشیانه حبس و بر کشتار روستاییان نظارت کرد. رهبری دیکتاتورانه تره‌کی باعث آغاز نارضایتی‌ها و شورش‌های مردمی شد. با وجود تلاش‌های مکرر، تره‌کی نتوانست اتحاد جماهیر شوروی را برای مداخله در حمایت از نظام نوپایش متقاعد کند. امین بخش اعظم این مذاکرات را در پشت صحنه هدایت کرد.
دوره حکومت تره‌کی، کیش شخصیت او توسط امین پرورش و در سراسر کشور گسترش یافت. مطبوعات دولتی و تبلیغات پروپاگاندایی از او با عنوان «رهبر اعظم» و «معلم بزرگ» یاد می‌کردند و تصویر او به یک منظره رایج در سراسر کشور تبدیل شد. روابط او با امین آن کس بعد تیره شد و در نهایت منجر به سرنگونی تره کی در ۱۴ سپتامبر ۱۹۷۹ و به دنبال آن، قتل وی در ۸ اکتبر، به دستور امین شد. مطبوعات کابل در آن زمان گزارش کردند که او بر اثر بیماری درگذشت. مرگ او عاملی بود که منجر به آغاز مداخله شوروی در دسامبر ۱۹۷۹ شد.

## ترور
در ۱۱ سپتامبر ۱۹۷۹، تره‌کی در بازگشت از مسکو به کابل، در فرودگاه مورد استقبال امین قرار گرفت. قرار بود این پرواز در ساعت ۲:۳۰ فرود بیاید، اما امین برای نشان دادن تسلط تره‌کی بر دولت، فرود هواپیما را یک ساعت به تأخیر انداخت. اندکی بعد، تره‌کی به جای گزارش دادن به کابینه دربارهٔ نشست هاوانا، به‌طور غیرمستقیم سعی کرد تا امین را از سمت خود برکنار کند. او در صدد خنثی کردن قدرت و نفوذ امین به او پیشنهاد خدمت در خارج از کشور به عنوان سفیر را داد، اما امین این پیشنهاد را رد کرد و فریاد زد: «تو کسی هستی که باید استعفا بدهی! به خاطر مشروب خواری و کهولت سن مرخصی گرفتی.» روز بعد تره‌کی امین را برای ناهار با او و باند چهار به ارگ ریاست جماوری دعوت کرد. امین این پیشنهاد را رد کرد و اظهار داشت که استعفای آنها را به نهار خوردن با آنها ترجیح می‌دهد. پوزانوف، سفیر شوروی، توانست امین را متقاعد کند که به همراه سید داود تارون، رئیس پلیس، و نواب علی، افسر اطلاعاتی، از ارگ بازدید کنند. در ۱۴ سپتامبر در داخل کاخ، محافظان داخل ساختمان به بازدیدکنندگان آتش گشودند. تارون کشته شد اما امین فقط مجروح دید و به سمت خودرویش فرار کرد و به سمت وزارت دفاع رفت. اندکی بعد، امین ارتش را در حالت آماده باش قرار داد و دستور بازداشت تره‌کی را داد و با پوزانف در مورد این حادثه تلفنی تماس گرفت. عصر همان روز ساعت ۶:۳۰ تانک‌های سپاه چهارم زرهی وارد شهر شدند و در ساختمان‌های دولتی را تسخیر کردند. امین با گروهی از افسران ارتش به ارگ آمد و تره‌کی را بازداشت کرد. باند چهار نیز به سفارت شوروی پناهنده شد.
شوروی سعی کرد امین را از اخراج تره‌کی و یارانش از سمت‌هایشان منصرف کند، اما امین نپذیرفت. در ۱۵ سپتامبر، یک گردان شوروی در میدان هوایی بگرام و سفارت برای نجات تره‌کی در حالت آماده باش قرار گرفتند، اما هرگز به آنها دستور داده نشد که تحرکی انجام دهند زیرا مقامات شوروی احساس می‌کردند که نیروهای امین برتری دارند. رادیو کابل در ساعت ۸ شب ۱۶ سپتامبر اعلام کرد که تره‌کی به پولیت بوروی حزب دموکراتیک خلق افغانستان اطلاع داده است که دیگر قادر به ادامه وظایف خود نیست و در نتیجه پولیت بورو، امین را به عنوان دبیرکل جدید حزب انتخاب کرد. بنا بر گزارش‌ها، پس از دستگیری تره‌کی، امین این حادثه را با لئونید برژنف در میان گذاشت و گفت: "تره‌کی هنوز زنده است. من با او چه کنم؟" برژنف پاسخ داد که این انتخاب اوست. امین که اکنون معتقد بود از حمایت کامل شوروی برخوردار است، دستور مرگ تره‌کی را صادر کرد. مرگ تره‌کی در ۸ اکتبر ۱۹۷۹ زمانی اتفاق افتاد که او به دستور امین (بر اساس اکثر روایت‌ها) توسط سه مرد با بالش خفه شد. وقتی آن سه مرد به تره‌کی دستور دادند که روی تخت دراز بکشد تا اعدامش کنند، او نه مقاومت کرد و نه چیزی گفت. جسد او را شبانه مخفیانه دفن کردند. این خبر برژنف را، که به تره‌کی تضمین داده بود تا از او محافظت کند، شوکه کرد. این قضیه یکی از دلایل حمله دو ماه بعد شوروی بود. رسانه‌های افغانستان دو روز بعد گزارش دادند که تره‌کی به دلیل «یک بیماری سخت» درگذشت و هیچ اشاره ای به قتل او نشد.

## پس از مرگ
در روزی که تره‌کی ترور شد، ۲۸ زن و مرد از خانواده بزرگ تره‌کی (به علاوه همسر و برادرش) در زندان پلچرخی زندانی شدند. پس از به قدرت رسیدن کارمل، اعضای خانواده تره‌کی از جمله همسر او، آزاد شدند.
در ۲ ژانویه ۱۹۸۰ شماره روزنامه کابل تایمز (روز پانزدهمین سالگرد حزب دموکراتیک خلق افغانستان)، آناهیتا راتب‌زاد، معاون رئیس جمهور کارمل، تره‌کی را "فرزند شهید کشور" و حفیظ الله امین را "مستبد وحشی، حیوان‌صفت، دیوانه، و جاسوس شناخته شده امپریالیسم آمریکا» خواند.

## کتابشناسی

### رمان‌ها
- دِ بَنگ مسافری (مسافر سرگردان)، اولین و شاخص‌ترین رمان او، که در سال ۱۹۵۷ منتشر شد. این رمان به دنیای قبائل پشتون، از دریچه‌های مارکسیستی، نگاه می‌اندازد، «یک تقلید پشتونی از آثار ماکسیم گورکی، رمان‌نویس شوروی.»[۱۴]
- سِلَه، با درون‌مایه انتقاد از اربابان فئودال افغانستان
- سنگسار
- سپین (سفید)
- بی تربیته زوی

### داستان‌های کوتاه
- موچی (کفش‌دوز): د لنډو کیسو ټولکه

### مقالات
- کا بیٹا: ایک پختون کی داستان الم، نوشته شده به زبان اردو، عمدتاً در مورد شرایط اجتماعی-فرهنگی و اقتصادی در بلوچستان

### دیگر کتب
- زندگی نوین، نوشته شده به زبان فارسی، تره‌کی در این کتاب فلسفه اجتماعی را بر اساس اصول مارکسیسم ـ لینیسم بحث می‌کرد، این کتاب به او نسبت داده شده است اما بسیاری این انتساب را رد کرده‌اند